# 細田羅夢
細田羅夢（ほそだ らむ, 1995年9月5日—）是出身於日本山梨縣的童星。屬於エイベックス・エンタテインメント的一員。
身高160公分。將來希望的職業是歌手。2006年度開始在受歡迎的節目天才兒童MAX裡擔任TV戰士演出中。與木内梨生奈屬於同一個事務所，和梨生奈的感情很好。

## 天才兒童MAX
- 從作為新人TV戰士的2006年度開始，在節目核心的連續劇『新優克迪爾故事』中擔任固定班底。扮演一個裝作乖巧的女孩駕駛員，在連續劇後期,也演出了搶奪操縱桿這種有如不良少女的一面，展現演技的範圍很廣(當然實際上她的性格並不是裝作乖巧的女孩或不良少女)。在劇中裝乖而被篠原愛實吐嘈時的裝傻場面幾乎已成為其角色的特色之一。
- 如前所述，由於仙貝是她的最愛,因此曾在外景單元中與 千秋Lacey一起挑戰「製作仙貝」。利用南瓜與味噌，作出了有她故鄉山梨縣著名料理餺飥(ほうとう)風味的原創仙貝。
- 其歌唱能力在TV戰士中是首屈一指的，雖然是新人戰士,但已經在『MTK』單元裡演唱過3首曲子。特別是在「冬のアゲハ」中與木內梨生奈的二重唱，除了與到目前為止的『MTK』樂曲的風格不同之外，在影片中也展現了激烈的舞蹈場面, 因而廣受注目。
- 在『半分鐘表演』裡，以日常生活中不經意所說錯的語句（如「顔を洗顔する(把臉洗一洗臉)」之類的語句）為題材，表演「羅夢的自言自語」,並以「想像以上のも・ち・は・だ(超乎想像的光滑肌膚)」這個乖孩子在宣傳商品般的笑料作為結尾。
- 2006年度的第2學期開始在『紙飛機達陣賽』中，以隊的一員身分參加比賽，活躍於K-2賽,K-1賽與年度錦標賽出場資格爭奪戰等多場比賽，隊伍的口號是「用閃閃發亮力量加油吧!」。
- 擔任與那個人會面隊(あの人に会い隊)的隊長。
- 在2006年度的『這裡是「週刊優克迪爾」編輯部』中，以「私はウインクの女王(我是使眼色的女王)」為題，表示奶奶教了她一種保護視力不變差的眼睛體操,而且學會了這種體操，就可以變得擅長使眼色,她並教導大家如何做這種眼睛體操，之後洸太Lacey自告奮勇地展現了讓眾人意外大笑的訓練成果。

## 演出作品
- NHK教育 『天才兒童MAX』(2006年～2008年)
- TVK他『Channeｌ　a』採訪員等

## 活動歴
- EXILE「Choo　Choo　TRAIN」紅白伴舞
- 島谷ひとみ「YUME日和」伴舞

## 外部連結
- avex artist academy （页面存档备份，存于）